# Takurō Yajima
Takurō Yajima (japanisch 矢島 卓郎 Yajima Takurō; * 28. März 1984 in der Präfektur Shiga) ist ein ehemaliger japanischer Fußballspieler.

## Karriere
Yajima erlernte das Fußballspielen in der Schulmannschaft der Zeze High School und der Universitätsmannschaft der Waseda-Universität. Seinen ersten Vertrag unterschrieb er 2004 bei den Kawasaki Frontale. Der Verein spielte in der zweithöchsten Liga des Landes, der J2 League. 2006 wechselte er zum Erstligisten Shimizu S-Pulse. Für den Verein absolvierte er 69 Erstligaspiele. 2008 erreichte er das Finale des J.League Cup. 2009 wechselte er zum Ligakonkurrenten Kawasaki Frontale. 2009 wurde er mit dem Verein Vizemeister der J1 League. Für den Verein absolvierte er 93 Erstligaspiele. 2014 wechselte er zum Ligakonkurrenten Yokohama F. Marinos. Für den Verein absolvierte er 14 Erstligaspiele. 2016 wechselte er zum Zweitligisten Kyoto Sanga FC. Für den Verein absolvierte er 12 Ligaspiele. Ende 2016 beendete er seine Karriere als Fußballspieler.

## Erfolge
Shimizu S-Pulse
- J.League Cup

Finalist: 2008
Kawasaki Frontale
- J1 League

Vizemeister: 2009
- J.League Cup

Finalist: 2009